# Момбароччо
Момбароччо (італ. Mombaroccio) — муніципалітет в Італії, у регіоні Марке,  провінція Пезаро і Урбіно.
Момбароччо розташоване на відстані близько 220 км на північ від Рима, 60 км на захід від Анкони, 14 км на південь від Пезаро, 20 км на північний схід від Урбіно.
Населення — 2143 особи (2014).

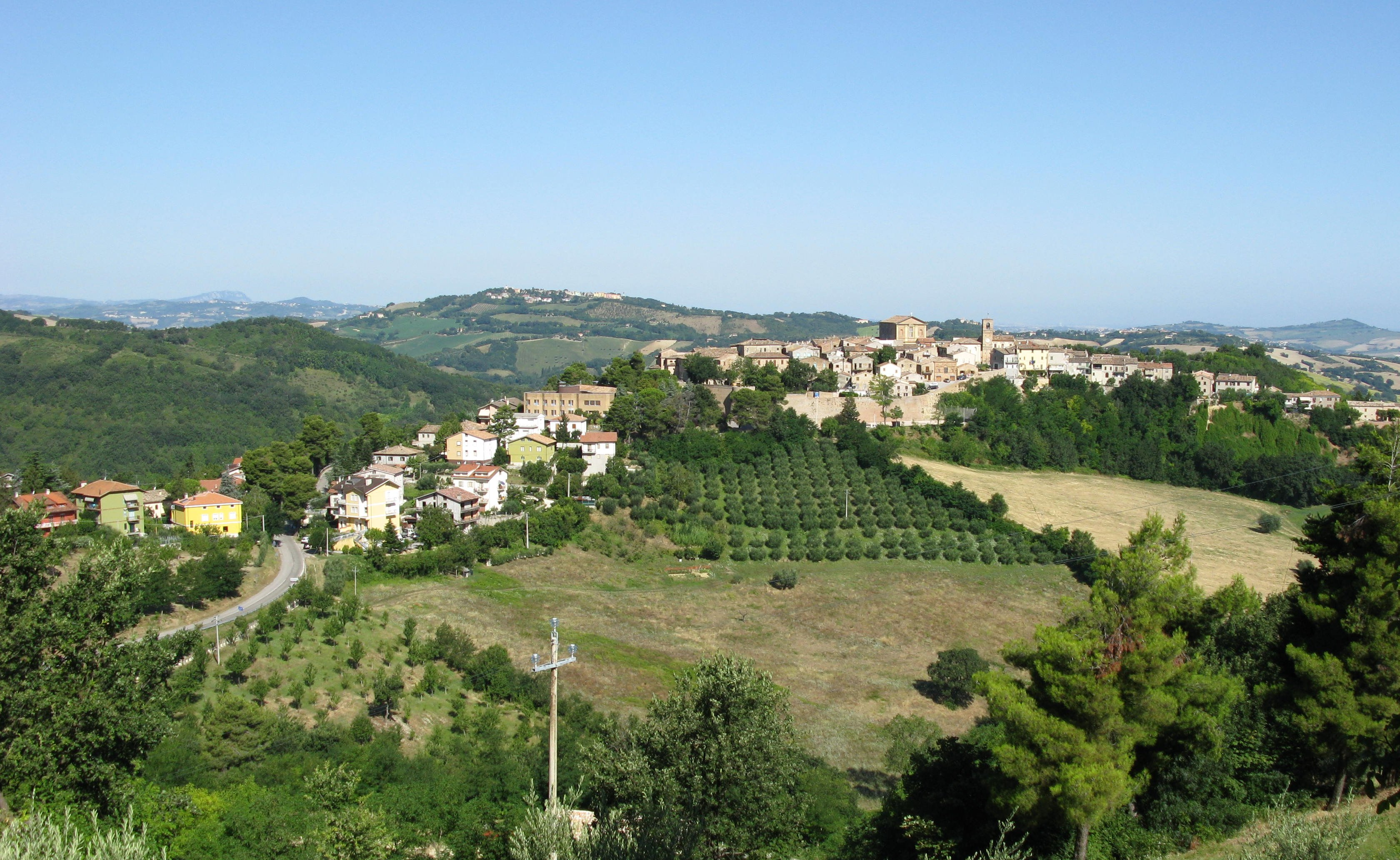
Mombaroccio

Щорічний фестиваль відбувається 15 червня. Покровитель — Vito.

## Демографія
Населення за роками:

Станом на 1 січня 2023 року в муніципалітеті офіційно проживали 182 іноземці з 31 країни, серед них 53 громадяни країн Євросоюзу та 12 громадян України.

## Сусідні муніципалітети
- Карточето
- Фано
- Монтечиккардо
- Пезаро
- Серрунгарина